# Pedro Gomes do Lago
D. Pedro Gomes do Lago (1260 - 1345) foi um nobre medieval do Reino de Portugal.

## Biografia
Foi senhor do solar e da Domus Fortis denominada Torre do Lago de entre os rios Homem e Cávado.
Nestes espaços territoriais foi detentor de propriedades que lhe foram aprazadas pelo Duque de Bragança e Barcelos, D. Jaime “pelo bem que o tinha servido na jornada e conquista de Azamor, África do Norte, e por ser descendente dos primeiros senhores daquele castelo e Quinta".

## Relações familiares
Foi filho de D. Gomes Gonçalves do Lago e de Teresa Gomes, filha de Gomes Ansur e de Estevainha Pires da Nóbrega. Casou com Elvira Martins de Talhavezes, de quem teve:
1. D. João Rodrigues do Lago (1300 - c. 1372), fidalgo e cavaleiro medieval português, que serviu o rei na jornada e conquista de Azamor, África do Norte.[3] Casou com Inês Dias do Rego, filha de Rui Dias do Rego (e então viúva de Nuno Viegas, "o moço")[6]
2. D. Afonso Rodrigues do Lago